# Elcana
Elcana (în ebraică אֱלְקָנָה, transliterat: ’Ĕlqānā, „Dumnezeu a făcut”) este un personaj din cartea întâi a lui Samuel, unde este descris drept tatăl proorocului Samuel.